# توماس إنغستروم
توماس إنغستروم هو مهندس سويدي، ولد في 18 يناير 1964.

## روابط خارجية
- توماس إنغستروم على موقع DriverDB.com (الإنجليزية)